# The Essentials (Twisted Sister)
The Essentials è una raccolta pubblicata nel 2002 dal gruppo heavy metal statunitense Twisted Sister. 

## Tracce
1. We're Not Gonna Take It – 3:44
2. I Wanna Rock – 3:06
3. Leader of the Pack (The Shangri-las Cover) – 3:44
4. You Can't Stop Rock 'n' Roll – 4:40
5. Stay Hungry – 3:03
6. Under the Blade – 4:39
7. Come Out and Play – 4:55
8. Love Is for Suckers – 3:25
9. I Believe in Rock 'n' Roll – 4:03
10. The Kids Are Back – 3:16
11. I'll Never Grow Up, Now! – 4:09
12. Shoot 'Em Down – 3:52

## Formazione
- Dee Snider - voce
- Eddie "Fingers" Ojeda - chitarra
- Jay Jay French - chitarra
- Mark "The Animal" Mendoza - basso
- A. J. Pero - batteria
- Joey "Seven" Franco - batteria (traccia "Love Is for Suckers")